# Felbertauerntunnel

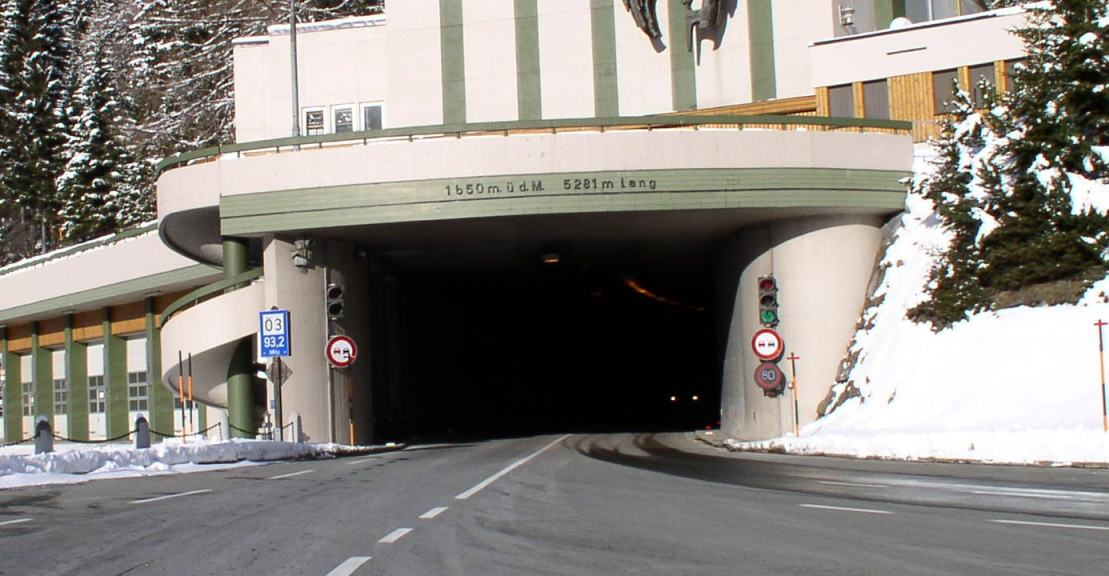
Die Süd-Einfahrt zum Felbertauerntunnel auf Osttiroler Seite

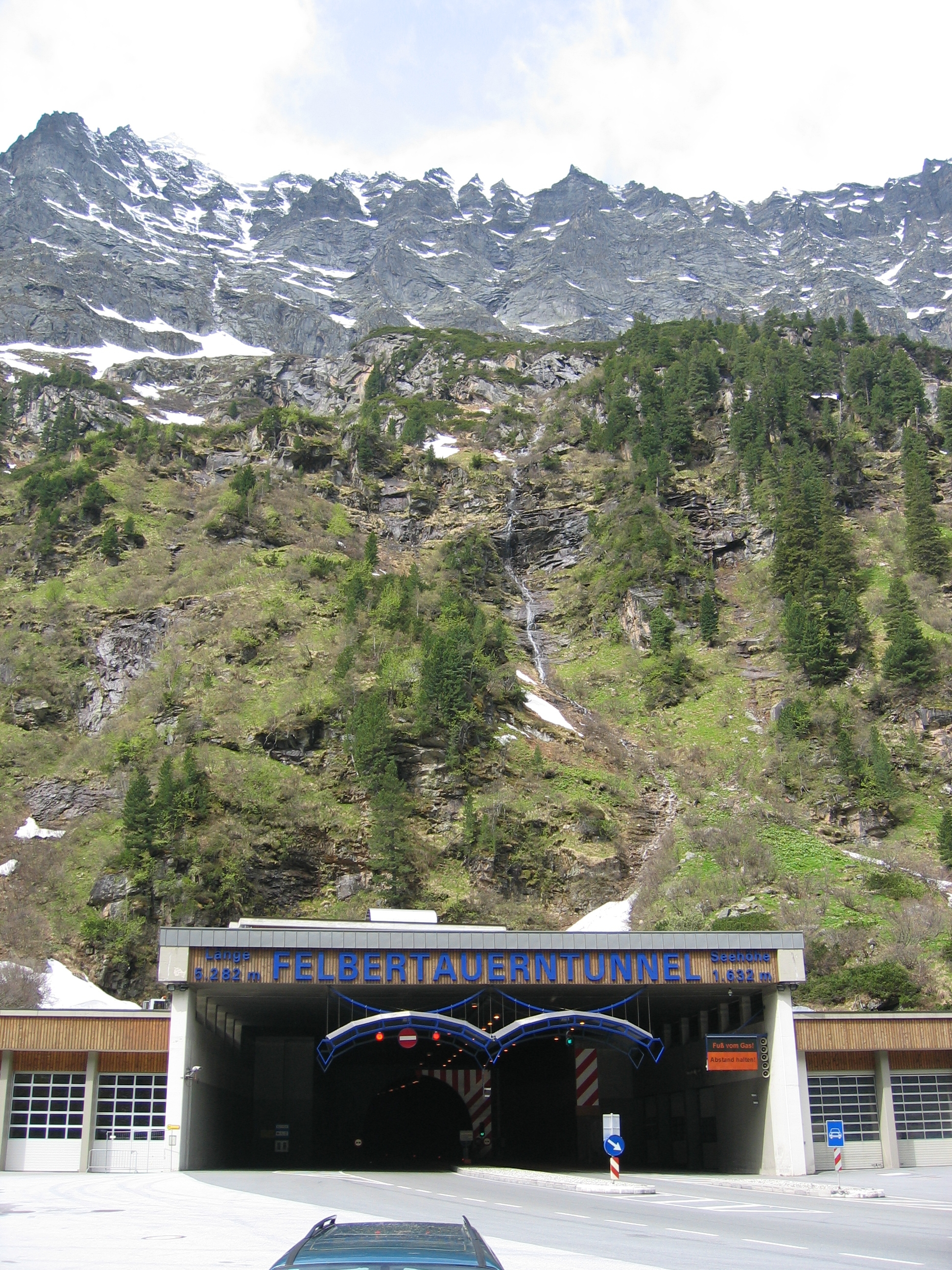
Die nördliche Einfahrt zum Felbertauerntunnel im Land Salzburg

Der Felbertauerntunnel ist ein Scheiteltunnel der Felbertauern Straße (B 108) durch den Felber Tauern der Hohen Tauern (Alpenhauptkamm), der das Bundesland Salzburg mit Osttirol (Bundesland Tirol) wintersicher verbindet. Der Felbertauerntunnel gehört der Felbertauernstraßen-AG, die zu 62 % im Eigentum der Republik Österreich, zu 37 % im Eigentum des Landes Tirol und zu 1 % im Eigentum der Tiroler Gemeinden steht.

## Geschichte, Betrieb
Der 1967 fertiggestellte Felbertauerntunnel wird als Einröhrentunnel im Gegenverkehr betrieben und befindet sich in einer Seehöhe von 1607 bis 1650 m. Er ist 5282 m lang und somit der elftlängste Tunnel Österreichs. Die Benutzung der Mautstrecke des Tunnels kostet für PKW 13,50 €, Bewohner von Mittersill (Salzburg) zahlen für die Tunnelnutzung 4 €. Wegen dieser Ungleichbehandlung und nach Klage einer deutschen PKW-Lenkerin mahnte die EU-Kommission schon zweimal ein gerechteres Mautsystem ein.
Das Befahren des Tunnels mit dem Fahrrad ist nicht zulässig, da es sich bei dem Tunnel um eine Autostraße gemäß § 47 StVO handelt. Der angebotene Radtransportdienst kostet für bis zu 3 Personen mit Fahrrädern 30 €.
Der Tunnel wird auch von der VVT-Expressbuslinie 950X (Lienz – Kitzbühel) befahren, für Fahrgäste fällt keine zusätzliche Mautgebühr zuzüglich zum normalen Verkehrsverbundtarif an.
Die Felbertauernstraße hat eine Länge von 36,3 km. Die Nordrampe (Salzburg) ist 16,5 km lang und die Südrampe (Osttirol) 14,5 km. Sie führt durch das Iseltal an Matrei in Osttirol (980 m Seehöhe) vorbei, hinauf in die Hohen Tauern und durch den Felbertauerntunnel ins Amertal, nach dessen Einmündung ins Felbertal durch dieses hinunter nach Mittersill (790 m Seehöhe) in den Oberpinzgau.
53 Prozent der Zulaufstrecken sind dreispurig ausgebaut und durchgehend mindestens sieben Meter breit. Die Straße wird durch zahlreiche Galerien vor Lawinenabgängen und Steinschlägen geschützt.
Das Tunnelportal Süd liegt auf einer Seehöhe von 1632 m, der Scheitelpunkt auf 1650 m und das Nordportal auf 1607 m. Die Steigung der Straße auf der Osttiroler Seite beträgt 4–7 Prozent und auf der Salzburger Seite 5–9 %. Im Tunnel liegt die Steigung in der Südhälfte bei 1 % und in der Nordhälfte bei 2 %.

### Sperre Mai bis Juli 2013 wegen Felsrutsch
Am 14. Mai 2013 um 01:38 Uhr wurde die Felbertauernstraße auf der Südrampe im Gemeindegebiet von Matrei in Osttirol durch einen Felsrutsch auf 95 m Länge verschüttet und die Galerie in diesem Abschnitt zerstört. Die Straße blieb in beiden Richtungen in der Folge bis 26. Juli 2013 gesperrt (Ausnahme: ein Busshuttle vom Tunnel-Südportal in das Bundesland Salzburg für die auf Osttiroler Seite einen 20-minütigen Fußmarsch bewältigenden Pendler).

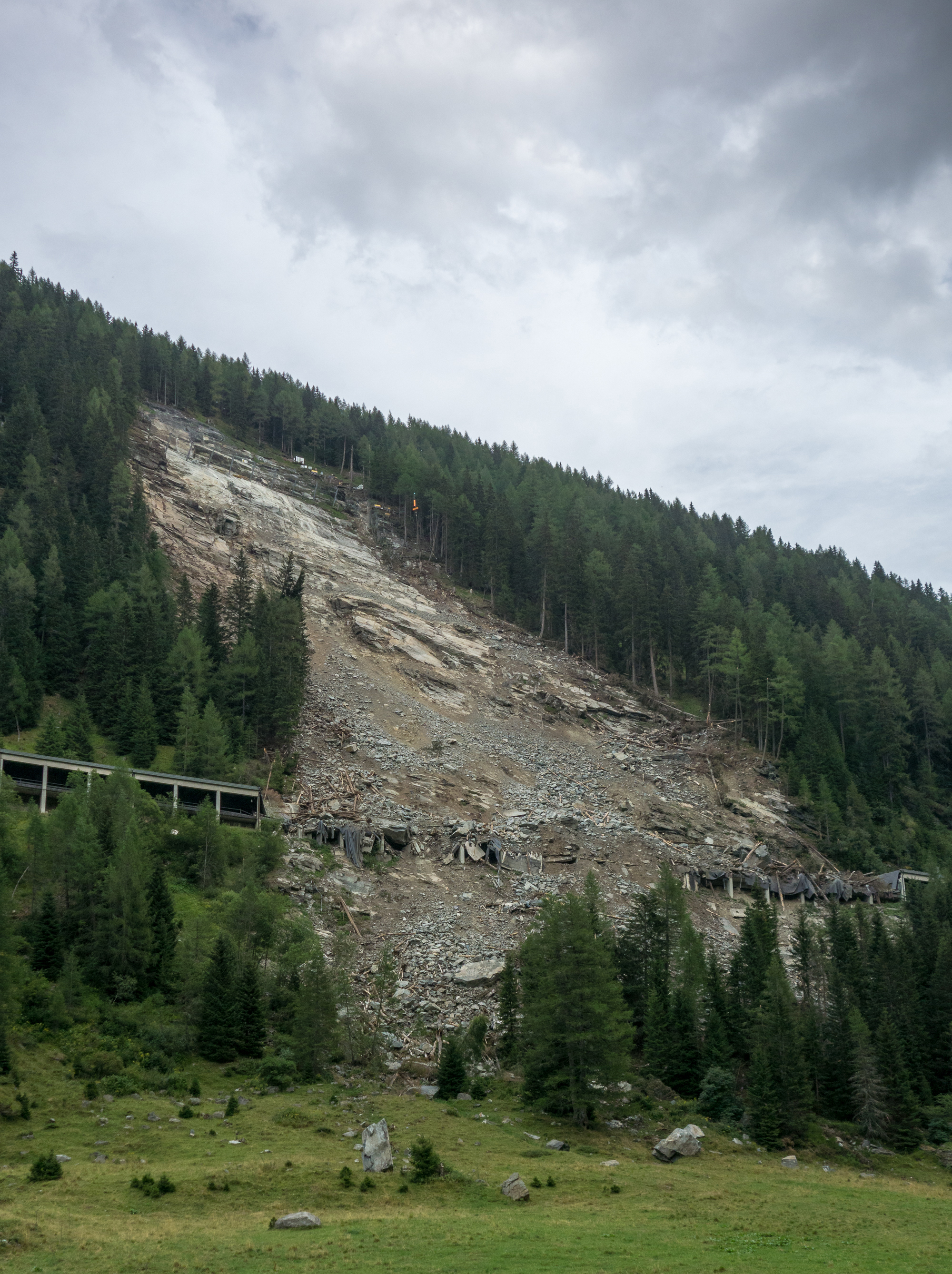
Schildalmgalerie nach Felssturz

### Ersatzstraße und Neubau am Südportal
Nach Meldungen im Juni 2013 sollte der ursprüngliche (zumindest einspurige) Straßenverlauf bis Ende September 2013 wiederhergestellt sein. Aufgrund der Beschaffenheit des Geländes (loses Aushubmaterial aus der Zeit des Tunnelbaus) wurde ein neuer Straßenverlauf gebaut (Hangbrücke) und die bisherige Trasse im Bereich des Felsrutsches aufgegeben. Um die Felbertauernstraße bis zur Fertigstellung dieser neuen Trasse mit möglichst wenig Einschränkungen wieder für den Verkehr befahrbar zu machen, wurde eine Ersatzstraße über die Schildalm errichtet. Die in nur sechs Wochen fertiggestellte, vom Tunnel-Südportal über drei Kehren zum Matreier Tauernhaus führende Straße war ab 27. Juli 2013 befahrbar, die Felbertauernstraße somit aus beiden Richtungen wieder durchgehend nutzbar. Es wurde eine Ampelregelung installiert, damit die enge Straße im einspurigen Betrieb auch von Reisebussen und Schwerlastverkehr genutzt werden kann. Bis zur Eröffnung dieser lokalen Umfahrung gab es nur eine großräumige Umleitung: Über das Pustertal und die A13 Brennerautobahn, die A10 Tauern Autobahn (Salzburg) bzw. die ÖBB-Bahnverladung zwischen Böckstein und Mallnitz (Tauernschleuse).
Die neue Trasse wurde am 18. August 2015 eröffnet, die offizielle Eröffnungsfeier fand am 5. September 2015 statt.

### Auseinandersetzung um Mautangleichung
Europarechtler Walter Obwexer schätzte im Februar 2024 ein, dass am Felbertauern die freie Durchfahrt für Autos mit Osttiroler Kennzeichen (= Bezirk Lienz, „LZ“) und die stark ermäßigte Durchfahrt für Wagen aus Mittersill (Gemeinde im Bezirk Zell am See, „ZE“) mit 2025 fallen wird. Die EU habe die Wegekostenrichtlinie geändert, demnach dürfen Mauttarife nicht diskriminieren. Der Vorstand der Felbertauernstraße wehrt jedoch ab.